# Shogo Asada
Shogo Asada (født 6. juli 1998) er en japansk fodboldspiller, som spiller for den japanske fodboldklub Kamatamare Sanuki.